# 246
Cette page concerne l'année 246  du calendrier julien. Pour l'année 246 av. J.-C., voir 246 av. J.-C. Pour le nombre 246, voir 246 (nombre).
L'année 246 est une année commune qui commence un jeudi.

## Événements
- Philippe l'Arabe combat les Germains sur le Danube ; il bat les Carpes, qui sont chassés de Mésie, et peut-être aussi les Quades en Pannonie. Il prend le titre de Germanicus Maximus[1].

- Concile d’Arabie. Origène combat la doctrine qui prétend que l’âme meurt avec le corps et qu’elle ressusciterait avec lui[2].
- Plotin fonde à Rome son école de philosophie néoplatonicienne[3].

## Naissances en 246
- Cao Huan, empereur des Wei.
- Murong Tuyuhun, fondateur de l'état de Tuyuhun.

## Décès en 246
- Jiang Wan, ministre chinois du royaume de Shu.